# Junkers Ju 52/1m
Die Junkers Ju 52/1m war ein von der Junkers Flugzeugwerke AG gefertigtes deutsches Frachtflugzeug.

## Geschichte
Zuerst wurde das Flugzeug als Junkers Ju 52, später, mit Erscheinen der Junkers Ju 52/3m als Ju 52/1m bezeichnet. Dabei handelte es sich um ein einmotoriges Frachtflugzeug in Tiefdecker-Bauweise, das von Junkers-Chefkonstrukteur Ernst Zindel entwickelt wurde. Es basierte auf den Erfahrungen, die mit der W33 und W34 gemacht worden waren. Ausgerüstet mit den patentierten Junkers-Doppelflügeln, sollte es die Möglichkeit bieten, zwei Tonnen Nutzlast auch von und zu Behelfsflugplätzen mit kurzer Startbahn zu transportieren, was heute als STOL bezeichnet wird. Zu diesem Zweck wurde es mit einem besonders robusten Fahrwerk ausgestattet, das im Bedarfsfall gegen Kufen oder auch Schwimmer getauscht werden konnte. Für den Einsatz waren zwei Piloten erforderlich.
Der außerordentlich geräumige Laderaum mit 20 m³ Fassungsvermögen konnte durch zwei große Ladetore rechts und links am Rumpf beladen werden, ein Umstand, der dem Flugzeug den Spitznamen Fliegender Möbelwagen einbrachte. Zumindest die in Kanada eingesetzte Junkers Ju 52/1m besaß eine zusätzliche Ladeluke an der Rumpfoberseite, wodurch sie mithilfe von Kränen auch von oben mit besonders sperrigen Gütern beladen werden konnte.

## Einzelne Typen

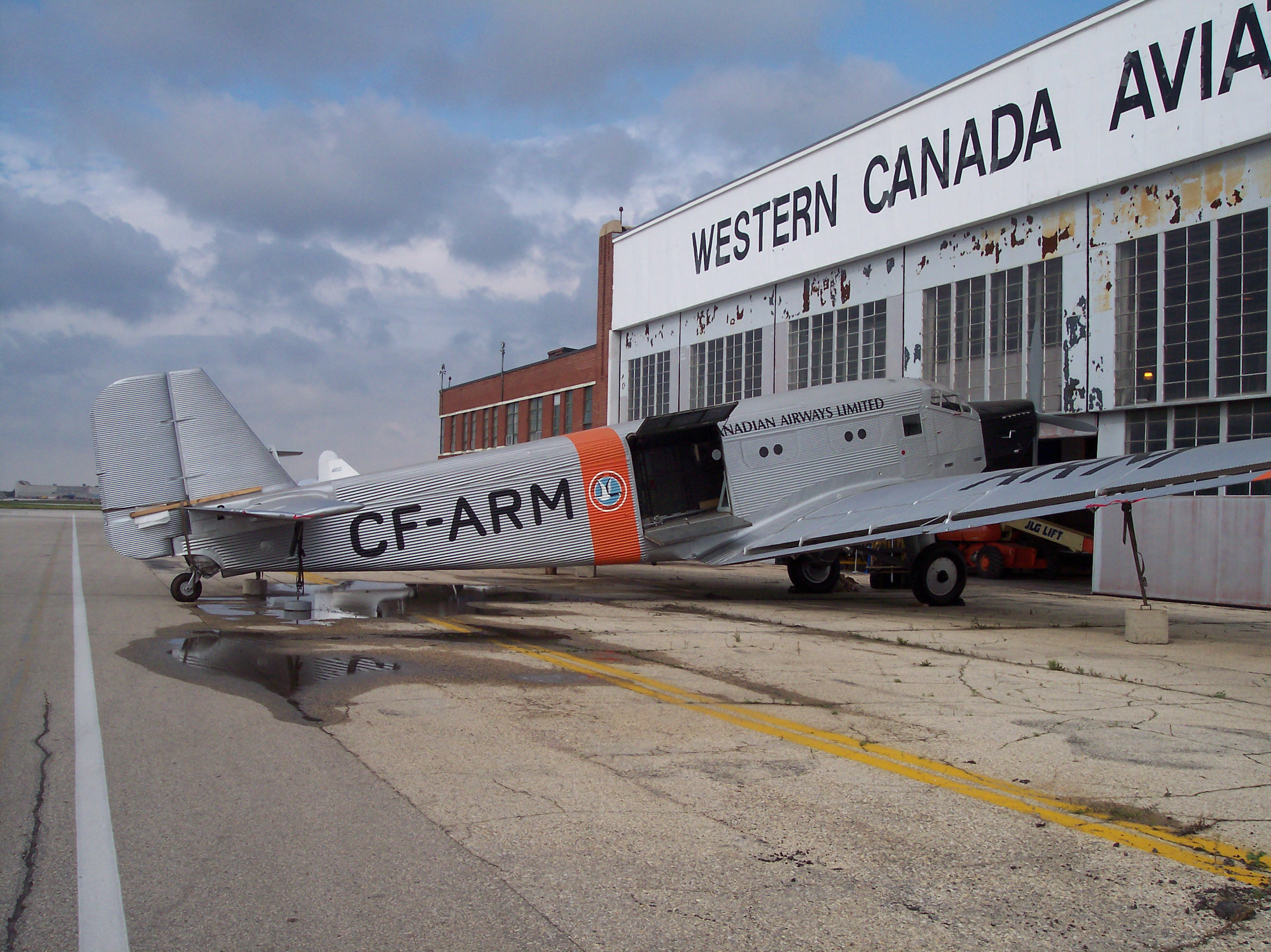
Junkers Ju 52/1m im Royal Aviation Museum of Western Canada

Der Erstflug dieses Typs mit der Werksnummer 4001 erfolgte am 11. September 1930 durch Junkers-Chefpilot Wilhelm Zimmermann als Ju 52ba. Angetrieben wurde das Flugzeug von einem 588 kW starken Junkers-L88-V12-Motor. Bald wurde die Maschine mit einem 507 kW starken BMW-VIIau-Motor ausgerüstet und als Ju 52be bezeichnet. Sie erhielt das Kennzeichen D-1974. Die Firma Luftfrako Air Express GmbH stellte diesen Typ im Juni 1933 in Dienst, war jedoch mit den Leistungen nicht zufrieden und gab die Maschine schon bald wieder zurück.
Daraufhin wurden die Tragflächen geändert, das Seitenruder nachgebessert und drei weitere Maschinen in dieser Auslegung (Ju 52ce, ebenfalls mit dem BMW-VIIau-Motor) mit den Werknummern 4002, 4003 und 4004 gebaut.
Eine dieser Maschinen (Werknummer 4002) wurde von einem Jumo-4-Dieselmotor angetrieben und diente zur Ermittelung der Flugleistungen mit diesem Motor. Die Typenbezeichnung lautete Ju 52do.
Die Werknummer 4003 erhielt den verbesserten BMW-VIIa-Motor und Schwimmer. Sie wurde einer Seefliegerstaffel überlassen.
Die Werknummer 4004 wurde im Jahre 1932 mit dem Kennzeichen D-2317 nach Schweden überstellt, nachdem sie an die Deutsche Verkehrsfliegerschule verkauft worden war. Dieser Typ wurde von der AB Flygindustri zu einem Torpedoflugzeug umgebaut. Nach der Rückführung der umgebauten Maschine ins Deutsche Reich wurden entsprechende Versuche angestellt, bei denen sich das Flugzeug allerdings für diesen Zweck als zu schwerfällig herausstellte. Dieser Typ wurde als Junkers K45c bezeichnet.
Die nächste gebaute Maschine mit der Werknummer 4005 erhielt den BMW-IXau-Motor mit 588 kW und wurde im Februar 1933 an den Reichsverband der deutschen Luftfahrtindustrie geliefert. Es folgten Erprobungsflüge in Berlin-Staaken, doch bereits im Mai desselben Jahres wurde die Maschine durch einen Brand völlig zerstört.
Wieder mit der ursprünglichen Leitwerksform ausgerüstet, erhielt die Werknummer 4006 einen Motor Armstrong Siddeley Leopard mit 551 kW. Mit Schwimmern ausgerüstet wurde dieses Flugzeug an die Canadian Airways (ab 1942: Canadian Pacific Air Lines) geliefert. 1936 wurde dieses Flugzeug mit dem Kennzeichen CF-ARM auf einen Motor vom Typ Rolls-Royce Buzzard mit 606 kW hochgerüstet. Diese Maschine (Junkers Ju 52cao) blieb bis zum Jahre 1947 im aktiven Dienst.
Die Werknummer 4007 ging 1935/1936 als D-UHYF an die Schleppstaffel in Kiel-Holtenau.
Da der Bedarf für ein so großes Frachtflugzeug von Junkers überschätzt worden war, blieb es bei diesen sieben Maschinen des Typs Ju 52/1m. Die letzte Ju 52/1m (Werksnummer 4007) wurde nach ihrem Erstflug zum Prototyp der Junkers Ju 52/3m. Dazu wurde sie ab April 1931 zur Untersuchung der geänderten Strömungsverhältnisse mit zwei Motorenattrappen auf den Tragflächen ausgerüstet. Weitere vier bereits begonnene Zellen wurden als Ju 52/3m fertiggestellt.
Alle in Deutschland verbliebenen Ju 52/1m wurden von der Luftwaffe später als Zielflugzeuge aufgebraucht.

## Technische Daten
| Kenngröße                   | Daten (Ju 52/1m ce)                                       |
| --------------------------- | --------------------------------------------------------- |
| Besatzung                   | 2                                                         |
| Länge                       | 18,50 m                                                   |
| Spannweite                  | 29,50 m                                                   |
| Höhe                        | 4,65 m                                                    |
| Flügelfläche                | 116,00 m²                                                 |
| Flügelstreckung             | 7,50                                                      |
| Flächenbelastung            | 60,30 kg/m²                                               |
| Leistungsbelastung          | 10,15 kg/PS (13,80 kg/kW)                                 |
| Flächenleistung             | 5,95 PS/m² (4,40 kW/m²)                                   |
| Rüstmasse                   | 4000 kg                                                   |
| Nutzlast                    | 1820 kg                                                   |
| Zuladung                    | 3000 kg                                                   |
| Startmasse                  | 7000 kg                                                   |
| Antrieb                     | ein wassergekühlter 12-Zylinder-V-Motor BMW VIIaU         |
| Startleistung Dauerleistung | 690 PS (507 kW) bei 1650/min 600 PS (441 kW) bei 1575/min |
| Höchstgeschwindigkeit       | 195 km/h in Bodennähe                                     |
| Reisegeschwindigkeit        | 160 km/h in Bodennähe                                     |
| Landegeschwindigkeit        | 80 km/h                                                   |
| Steiggeschwindigkeit        | 2,30 m/s in Bodennähe                                     |
| Dienstgipfelhöhe            | 3400 m                                                    |
| Reichweite                  | 1000 km                                                   |
| max. Flugzeit               | max. 6,50 h                                               |
| Startrollstrecke            | 315 m                                                     |
| Landerollstrecke            | 200 m                                                     |

## Verbliebene Ju 52/1m
Im Royal Aviation Museum of Western Canada in Winnipeg wird der Nachbau einer Junkers Ju 52/1m gezeigt. Hierbei handelt es sich um den Nachbau der einzigen einmotorigen Ju 52, WNr. 4006, CF-ARM in Kanada der Canadian Airways. Die Replika entstand auf Basis einer CASA 352, WNr. 039, die das Museum 1982 in den USA angekauft hatte. Der Umbau erfolgte 1984/85 bei Bristol Aerospace in Winnipeg.